# Ophion arribai
Ophion arribai es una especie de insecto del género Ophion, familia Ichneumonidae.
Fue descrito por primera vez en 1988 por Ian D. Gauld.